# Arctostaphylos bolensis
Arctostaphylos bolensis är en ljungväxtart som beskrevs av Philipp Vincent Wells. Arctostaphylos bolensis ingår i släktet mjölonsläktet, och familjen ljungväxter. Inga underarter finns listade i Catalogue of Life.